# San Juan Yaeé
San Juan Yaeé är en kommun i Mexiko.   Den ligger i delstaten Oaxaca, i den sydöstra delen av landet, 400 km sydost om huvudstaden Mexico City. Antalet invånare är 1 344. Arean är 93 kvadratkilometer.
Terrängen i San Juan Yaeé är bergig.
Följande samhällen finns i San Juan Yaeé:
- Santa María Lachichina